# ヴァディム・アコルジン
ヴァディム・アコルジン（(ヘブライ語: ודים אקולזין , ロシア語:  Вадим Аколзин , 英語: Vadim Akolzin, 1982年10月19日 - ）は、ロシアトヴェリ出身の男性フィギュアスケート選手（ペア、男子シングル）。パートナーはユリア・シャピロ、ヘイリー・アン・サックス。

## 経歴
ロシアのトヴェリに生まれ、5歳のころにスケートを始めた。1999年にイスラエルに拠点を移し、以後イスラエル所属選手として活動を始める。1999-2000年シーズンからイスラエルで開催されるシニアクラスのスケートイスラエルに出場。2000-2001年シーズンよりISUジュニアグランプリに参戦したが、のべ4大会に出場し8位が最高位、2001年の世界ジュニア選手権では予選で35位となり、ショートプログラムに進むことができなかった。
2002年、ロシアからイスラエルに拠点を移したユリア・シャピロと組み、ペアに転向。2003-2004年シーズンからISUジュニアグランプリに再び参戦。翌2004-2005年シーズンからはシニアクラスの世界選手権および欧州選手権、ISUグランプリシリーズにも出場したが、表彰台に立つことはなかった。2005年にシャピロとのペアを解散。後にヘイリー・アン・サックスとペアを結成し、2008年の世界選手権で17位の成績を修めた。

## 主な戦績

### ペア
- 2007-08シーズン以降はヘイリー・アン・サックスとのペア
- 2004-05シーズン以前はユリア・シャピロとのペア

| 大会/年             | 2003-04 | 2004-05 | 2007-08 |
| ------------------- | ------- | ------- | ------- |
| 世界選手権          | 16      | 18      | 17      |
| 欧州選手権          | 15      | 10      |         |
| GPスケートアメリカ  |         | 8       |         |
| GPエリック杯        |         | 9       |         |
| スケートイスラエル  | 1       |         |         |
| 世界Jr.選手権       | 13      |         |         |
| JGPスケートブラッド | 8       |         |         |
| JGPバルト杯         | 8       |         |         |

### 詳細
| 2007-2008 シーズン |                                                  |          |          |           |
| 開催日             | 大会名                                           | SP       | FP       | 結果      |
| 2008年3月17日-23日 | 2008年世界フィギュアスケート選手権（ヨーテボリ） | 15 41.96 | 17 69.27 | 17 111.23 |

| 2004-2005 シーズン  |                                                        |          |          |           |
| 開催日              | 大会名                                                 | SP       | FP       | 結果      |
| 2005年3月14日-20日  | 2005年世界フィギュアスケート選手権（モスクワ）         | 17 43.06 | 18 71.96 | 18 115.02 |
| 2005年1月25日-30日  | 2005年ヨーロッパフィギュアスケート選手権（トリノ）     | 7 44.62  | 10 74.58 | 10 119.20 |
| 2004年11月19日-21日 | ISUグランプリシリーズ エリック・ボンパール杯（パリ）   | 10 35.76 | 9 66.04  | 9 101.80  |
| 2004年10月21日-24日 | ISUグランプリシリーズ スケートアメリカ（ピッツバーグ） | 9 41.36  | 8 59.38  | 8 100.74  |

| 2003-2004 シーズン     |                                                        |    |    |      |
| 開催日                 | 大会名                                                 | SP | FP | 結果 |
| 2004年3月22日-28日     | 2004年世界フィギュアスケート選手権（ドルトムント）     | 16 | 16 | 16   |
| 2004年2月29日-3月7日   | 2004年世界ジュニアフィギュアスケート選手権（ハーグ）   | 13 | 13 | 13   |
| 2004年2月2日-8日       | 2004年ヨーロッパフィギュアスケート選手権（ブダペスト） | 14 | 15 | 15   |
| 2003年10月30日-11月2日 | ISUジュニアグランプリ グダニスク杯（グダニスク）       | 8  | 8  | 8    |
| 2003年10月9日-12日     | ISUジュニアグランプリ スケートブレッド（ブレッド）     | 7  | 8  | 8    |

### 男子シングル
| 大会/年              | 1999-00 | 2000-01 | 2001-02 |
| -------------------- | ------- | ------- | ------- |
| スケートイスラエル   | 15      | 7       |         |
| 世界Jr.選手権        |         | 31      | 35      |
| JGPトラパネーゼ杯    |         |         | 23      |
| JGPハーグ            |         |         | 18      |
| JGPバルト杯          |         | 17      |         |
| JGP B.シュベルター杯 |         | 17      |         |